# Sparta in het seizoen 1970/71
Het seizoen 1970/1971 was het 17e jaar in het bestaan van de Rotterdamse betaaldvoetbalclub Sparta. De club kwam uit in de Eredivisie en eindigde daarin op de zesde plaats. Tevens deed de club mee aan het toernooi om de KNVB Beker, hierin werd in de finale, over twee wedstrijden, verloren van Ajax (3–4).

## Wedstrijdstatistieken

### Eredivisie
|       | ADO   | Ajax  | AZ '67 | DWS   | Excelsior | Feijenoord | Go Ahead | Haarlem | Holland Sport | MVV   | NAC   | N.E.C. | PSV   | Telstar | FC Twente '65 | FC Utrecht | Volendam |
| ----- | ----- | ----- | ------ | ----- | --------- | ---------- | -------- | ------- | ------------- | ----- | ----- | ------ | ----- | ------- | ------------- | ---------- | -------- |
| Thuis | 4 – 2 | 0 – 0 | 2 – 1  | 6 – 1 | 5 – 1     | 1 – 1      | 1 – 2    | 0 – 0   | 1 – 0         | 0 – 0 | 1 – 1 | 2 – 1  | 1 – 0 | 1 – 0   | 2 – 1         | 3 – 1      | 1 – 0    |
| Uit   | 2 – 1 | 2 – 2 | 1 – 1  | 2 – 1 | 0 – 2     | 4 – 1      | 0 – 1    | 1 – 1   | 0 – 2         | 3 – 3 | 0 – 0 | 3 – 0  | 0 – 0 | 1 – 4   | 0 – 1         | 1 – 1      | 2 – 2    |

### KNVB Beker
| 1e ronde                                         | Sparta                                                              | 2 – 1 (1 – 0)                      | FC VVV                                               |
| 16 augustus 1970 Plaats: Rotterdam Het Kasteel   | Nol Heijerman 5' Aad Koudijzer 58'                                  |                                    | 48' Don Burhenne                                     |
| 2e ronde                                         |                                                                     | Vrijgeloot                         |                                                      |
|                                                  |                                                                     |                                    |                                                      |
| 3e ronde                                         | Sparta                                                              | 3 – 2 (2 – 1, 2 – 2) Na verlenging | FC Twente '65                                        |
| 14 maart 1971 Plaats: Rotterdam Het Kasteel      | Jan Klijnjan 20' (pen.) Janusz Kowalik 45'br>Hans Venneker 119'     |                                    | 29' (pen.), 72' (pen.) Kick van der Vall             |
| Kwartfinale                                      | RCH                                                                 | 1 – 4 (0 – 2)                      | Sparta                                               |
| 7 april 1971 Plaats: Heemstede Sportparklaan     | Piet van den Berg 54'                                               |                                    | 20', 52' (pen.), 73' Jan Klijnjan 39' Peter de Quant |
| Halve finale                                     | Sparta                                                              | 4 – 1 (2 – 1)                      | Fortuna SC                                           |
| 21 april 1971 Plaats: 's-Hertogenbosch De Vliert | Jan Klijnjan 11' (pen.) Jørgen Kristensen 37' Henk Bosveld 63', 64' |                                    | 10' John Gubbels                                     |
| Finale                                           | Sparta                                                              | 2 – 2 (0 – 1, 2 – 2)               | Ajax                                                 |
| 5 mei 1971 Plaats: Rotterdam Stadion Feijenoord  | Janusz Kowalik 39' Dries Visser 74'                                 |                                    | 62', 81' Johan Cruijff                               |
| Finale (replay)                                  | Ajax                                                                | 2 – 1 (1 – 0)                      | Sparta                                               |
| 20 mei 1971 Plaats: Amsterdam Olympisch Stadion  | Gerrie Mühren 4' (pen.) Johan Neeskens 52'                          |                                    | 47' Stef Walbeek                                     |

### Jaarbeursstedenbeker
| 1e ronde                                               | Sparta                                                                                               | 6 – 0 (3 – 0)    | ÍA Akranes |
| 23 september 1970 Plaats: Rotterdam Stadion Feijenoord | Hans Venneker 2' Janusz Kowalik 11' Aad Koudijzer 44' Nol Heijerman 48', 57' (pen.) Stef Walbeek 87' | Wedstrijdverslag | |
| 1e ronde                                               | ÍA Akranes                                                                                           | 0 – 9 (0 – 5)    | Sparta |
| 29 september 1970 Plaats: Den Haag Zuiderpark Stadion  | | Wedstrijdverslag | 24', 31', 74' Jan Klijnjan 29' Jørgen Kristensen 32', 61', 65' Janusz Kowalik 34' Jan van der Veen 82' Hans Venneker |
| 2e ronde                                               | Sparta                                                                                               | 2 – 0 (1 – 0)    | Coleraine FC |
| 20 oktober 1970 Plaats: Rotterdam Stadion Feijenoord   | Jan Klijnjan 19', 44'                                                                                | Wedstrijdverslag | |
| 2e ronde                                               | Coleraine FC                                                                                         | 1 – 2 (1 – 2)    | Sparta |
| 4 november 1970 Plaats: Coleraine The Showgrounds      | Brian Jennings 28'                                                                                   | Wedstrijdverslag | 15' Jan Klijnjan 26' Jørgen Kristensen                                                                               |
| 3e ronde                                               | FC Bayern München                                                                                    | 2 – 1 (0 – 1)    | Sparta |
| 25 november 1970 Plaats: München Grünwalder Stadion    | Edgar Schneider 56' Gerd Müller 88'                                                                  | Wedstrijdverslag | 16' Nol Heijerman |
| 3e ronde                                               | Sparta                                                                                               | 1 – 3 (1 – 2)    | FC Bayern München |
| 9 december 1970 Plaats: Rotterdam Stadion Feijenoord   | Jørgen Kristensen 32'                                                                                | Wedstrijdverslag | 23', 40', 66' Gerd Müller                                                                                            |

## Statistieken Sparta 1970/1971

### Eindstand Sparta in de Nederlandse Eredivisie 1970 / 1971
| Stand | Gespeeld | Gewonnen | Gelijk | Verloren | Punten | Doelpunten voor | Doelpunten tegen |
| ----- | -------- | -------- | ------ | -------- | ------ | --------------- | ---------------- |
| 6e    | 34       | 16       | 13     | 5        | 45     | 54              | 34               |

### Topscorers
| #      | Naam              | Goal |
| ------ | ----------------- | ---- |
| 1.     | Janusz Kowalik    | 16   |
| 2.     | Jan Klijnjan      | 10   |
| 3.     | Nol Heijerman     | 8    |
| 4.     | Aad Koudijzer     | 4    |
| 4.     | Hans Venneker     | 4    |
| 6.     | Jan van der Veen  | 3    |
| 7.     | Hans Eijkenbroek  | 2    |
| 7.     | Jørgen Kristensen | 2    |
| 7.     | Stef Walbeek      | 2    |
| 10.    | Peter de Quant    | 1    |
| 10.    | Dries Visser      | 1    |
| 10.    | Henk Wijs         | 1    |
| Totaal | Totaal            | 54   |

| #      | Naam              | Goal |
| ------ | ----------------- | ---- |
| 1.     | Jan Klijnjan      | 5    |
| 2.     | Henk Bosveld      | 2    |
| 2.     | Janusz Kowalik    | 2    |
| 4.     | Nol Heijerman     | 1    |
| 4.     | Aad Koudijzer     | 1    |
| 4.     | Jørgen Kristensen | 1    |
| 4.     | Peter de Quant    | 1    |
| 4.     | Hans Venneker     | 1    |
| 4.     | Dries Visser      | 1    |
| 4.     | Stef Walbeek      | 1    |
| Totaal | Totaal            | 16   |

| #      | Naam              | Goal |
| ------ | ----------------- | ---- |
| 1.     | Jan Klijnjan      | 6    |
| 2.     | Janusz Kowalik    | 4    |
| 3.     | Nol Heijerman     | 3    |
| 3.     | Jørgen Kristensen | 3    |
| 5.     | Hans Venneker     | 2    |
| 6.     | Aad Koudijzer     | 1    |
| 6.     | Jan van der Veen  | 1    |
| 6.     | Stef Walbeek      | 1    |
| Totaal | Totaal            | 21   |

## Voetnoten
ADO ·
Ajax ·
AZ '67 ·
DWS ·
Excelsior ·
Feijenoord ·
Go Ahead ·
Haarlem ·
Holland Sport ·
MVV ·
NAC ·
N.E.C. ·
PSV ·
Sparta ·
Telstar ·
FC Twente '65 ·
FC Utrecht ·
Volendam